# Laurent Mannoni
Laurent Mannoni est un historien du cinéma et commissaire d'expositions français né en 1966.

## Biographie
Auteur d'une thèse de doctorat intitulée L'enregistrement du mouvement au XIXe siècle : les méthodes graphique et chronophotographique (Université Sorbonne-Nouvelle, 2003) sous la direction de Michel Marie, Laurent Mannoni se consacre notamment à l'étude de l'histoire des techniques cinématographiques. 
Il exerce les fonctions de  directeur scientifique du patrimoine de la Cinémathèque française,.
Laurent Mannoni a présidé l'Association française de recherche sur l'histoire du cinéma en 2004-2005.

## Publications

### Livres
- Le Grand art de la lumière et de l'ombre, archéologie du cinéma, Paris, Nathan Université, 1994, 512 p. Traduction anglaise, italienne, portugaise.
- Trois siècles de cinéma, de la lanterne magique au cinématographe, Collections de la Cinémathèque française , Paris, Réunion des Musées Nationaux, 1995, 272 p.
- Lumière et mouvement, Incunables de l'image animée 1420-1896 (avec Donata Pesenti Campagnoni et David Robinson), Paris-Pordenone-Turin, Le Giornate del Cinema Muto, Cinémathèque française, Museo Nazionale del Cinema, 1995, 472 p.
- Le Mouvement continué, Catalogue illustré de la collection des appareils de la Cinémathèque française, Milan-Paris, Mazzotta-Cinémathèque française, 1996, 442 p.
- Georges Demenÿ pionnier du cinéma, (avec Marc de Ferrière le Vayer et Paul Demeny), Douai, Éditions Pagine, 1997, 192 p.
- Les premières années de la société L. Gaumont et Cie, correspondance commerciale de Léon Gaumont 1895-1899 (avec Marie-Sophie Corcy, Jacques Malthête, Jean-Jacques Meusy), Paris, Association française de recherche sur l’histoire du cinéma (AFRHC) – Bibliothèque du Film – Gaumont, 1998, 496 p.
- Étienne-Jules Marey, la mémoire de l’œil, Milan-Paris, Mazzotta-Cinémathèque française, 1999, 416 p.
- Lettres d’Étienne-Jules Marey à Georges Demenÿ (avec Thierry Lefebvre et Jacques Malthête), Paris, Association française de recherche sur l’histoire du cinéma (AFRHC) – Bibliothèque du Film, 2000, 542 p.
- Méliès, magie et cinéma (avec Jacques Malthête), Paris, Paris-Musées, 2002, 300 p.
- Mouvements de l'air, Étienne-Jules Marey photographe des fluides (avec Georges Didi-Huberman), Paris, Gallimard, 2004.
- Eyes, Lies and Illusions, (avec Werner Nekes et Marina Warner), London, Hayward Gallery, 2004, 240 p.
- Histoire de la Cinémathèque française, Paris, Gallimard, 2006, 510 p.
- Le cinéma expressionniste allemand, sous la direction de Bernard Benoliel, Marianne de Fleury, Laurent Mannoni, Paris, Éditions de la Martinière, 2006, 240 p.
- E.-J. Marey, Actes du colloque du centenaire , sous la direction de Dominique de Font-Réaulx, Thierry Lefebvre et Laurent Mannoni, Paris, Sémia – Cinémathèque française – Musée d’Orsay – LVMH R & D Parfums et Cosmétiques – Université Paris 7 Denis Diderot, Arcadia éditions, 2006, 200 p., avec DVD.
- L’œuvre de Georges Méliès (avec Jacques Malthête), Paris, Éditions de la Martinière, 2008.
- Lanterne magique et film peint (avec Donata Pesenti Campagnoni), Paris, Éditions de la Martinière, 2009.
- Tournages, Paris – Berlin – Hollywood, 1910-1939 (avec Isabelle Champion), Paris, Le Passage – La Cinémathèque française, 2010.
- Alice Guy, Léon Gaumont et les débuts du film sonore (avec Maurice Gianati), Herts, John Libbey, 2012.
- Les Enfants du Paradis (dir. avec Stéphanie Salmon), Paris, Éditions Xavier Barral, 2012.
- Georges Méliès magicien du cinéma (Barcelone et Madrid, Caixa, 2013).
- Méliès, la magie du cinéma, préface de Martin Scorsese, Flammarion, 2020
- Objectif Mer : l'océan filmé, (dir. avec Vincent Bouat-Ferlier), Paris, éditions Lienart et Musée national de la Marine, 2023

### Articles
Liste non exhaustive :
- « Fin de la projection ? », 1895. Mille huit cent quatre-vingt-quinze. Revue de l'association française de recherche sur l'histoire du cinéma, no 87,‎ 1er mai 2019, p. 131–144 (ISSN 0769-0959, DOI 10.4000/1895.6802, lire en ligne, consulté le 23 octobre 2024)
- « Les appareils cinématographiques Lumière », 1895. Mille huit cent quatre-vingt-quinze. Revue de l'association française de recherche sur l'histoire du cinéma, no 82,‎ 1er juin 2017, p. 52–85 (ISSN 0769-0959, DOI 10.4000/1895.5368, lire en ligne, consulté le 23 octobre 2024)
- « Les collections photographiques de la Cinémathèque française », Études photographiques, no 16,‎ 25 mai 2005, p. 234–245 (ISSN 1270-9050, lire en ligne, consulté le 23 octobre 2024)
- « Musées du cinéma et expositions temporaires, valorisation des collections d’appareils : une histoire déjà ancienne », 1895. Mille huit cent quatre-vingt-quinze. Revue de l'association française de recherche sur l'histoire du cinéma, no 41,‎ 1er octobre 2003, p. 13–32 (ISSN 0769-0959, DOI 10.4000/1895.254, lire en ligne, consulté le 23 octobre 2024)

Commissariat d'expositions :
L’Art trompeur, de la lanterne magique au cinématographe, collections de la Cinémathèque française, Espace Electra (Fondation EDF), décembre 1995 – mars 1996.
Georges Demenÿ et l’invention du cinéma, Musée de la Chartreuse, Douai, avril – juillet 1996.
Etienne-Jules Marey, le mouvement en lumière, œuvres inédites, Espace Electra (Fondation EDF), janvier – mars 2000.
Joseph Plateau, entre art et science (avec le Musée des sciences de Gand), septembre – décembre 2001.
Méliès, magie et cinéma, (avec Jacques Malthête), Espace Electra (Fondation EDF), avril – septembre 2002.
Mouvements de l'air : Etienne-Jules Marey photographe des fluides, (avec Dominique de Font-Réaulx), Musée d'Orsay, 11 octobre 2004 - janvier 2005.
Le cinéma expressionniste allemand (avec Marianne de Fleury), Cinémathèque française, octobre 2006 – 22 janvier 2007.
Georges Méliès magicien, Cinémathèque française, mai 2008.
Lanterne magique et film peint (avec Donata Pesenti Campagnoni), Paris, 2009 ; Turin, 2010.
Tournages, Paris – Berlin – Hollywood, 1910-1939 (avec Isabelle Champion), Paris, Cinémathèque française, 2010.
Les Enfants du Paradis, Paris, Cinémathèque française, 2012.
Georges Méliès, Barcelone, Madrid, Palma, 2014.
La Machine cinéma, Paris, Cinémathèque française, 2016.
Méliès, Cinémathèque française, 2021.
Objectif mer, L’océan filmé, avec Vincent Bouart-Ferlier, Musée de la Marine, 2023-2024.

## Distinctions
- 2024 : Prix Raymond Chirat (Festival Lumière)[5]
- 2006 : Prix Jean Mitry Giornate del cinema muto (Festival du film muet de Pordenone)
- 2006 : Prix du meilleur livre de cinéma (Syndicat Français de la Critique de Cinéma)[6]
- 1997 : Prix du Musée français de la photographie